# ستيوارت مونرو
ستيوارت مونرو (بالإنجليزية: Stuart Munro)‏ (15 سبتمبر 1962 في المملكة المتحدة - ) هو مدرب كرة قدم ولاعب كرة قدم بريطاني في مركز الدفاع. شارك مع منتخب اسكتلندا الثانوي لكرة القدم ‏. أما مع النوادي، فقد لعب مع بلاكبيرن روفرز وبونيس يونايتد ونادي بريستول سيتي ونادي رينجرز ونادي سانت ميرين ونادي سيدني يونايتد 58 ونادي فالكيرك ونادي ألوا أثليتيك ونادي بلاكتاون سيتي.

## وصلات خارجية
- ستيوارت مونرو على موقع قاعدة بيانات كرة القدم.إي يو (الإنجليزية)
- ستيوارت مونرو على موقع Soccerbase.com (لاعب) (الإنجليزية)